# Mărci poștale „Napoleon”
Mărci poștale „Napoleon” este o denumire dată emisiunilor poștale franceze apărute în timpul președinției lui Napoleon al III-lea al Franței (1849-1852) și în perioada celui de-al doilea Imperiu (1852-1879). Pe mărcile emisiunii poștale denumite „Napoleon lauré” este înfățișată efigia împăratului cu o cunună de lauri și a apărut între anii 1863-1870 pentru a glorifica victoriile obținute de armata franceză în timpul războiului austro-franco-sard.
Multe dintre exemplarele neuzate au guma atinsă, deoarece, dată fiind valoarea lor nominală mare, funcționarii de la oficiile poștale obișnuiau să le lipească ușor pe mapele în care erau păstrate, evitând pierderea lor. Marca cu valoarea de 5 franci are valoarea vârf și este una dintre cele mai rare piese ale filateliei franceze, mai ales în stare neuzată. Nedantelată, constituie o raritate de prim ordin. 
|                  |                  |                  |                  |                 |                 |                 |                  |
| 20 C (1852-1870) | 40 C (1852-1870) | 40 C (1852-1870) | 25 C (1852-1870) | 5 C (1852-1870) | 4 C (1863-1970) | 1 C (1863-1970) | 80 C (1863-1970) |